# Tonight at Noon
Tonight at Noon — альбом джазового басиста і композитора Чарльза Мінґуса, випущений лейблом Atlantic у 1964 році. До нього увійшли треки, записані під час двох сесій — 1957 року для альбому The Clown та 1961 року для Oh Yeah, але він вважається студійним альбомом. Згодом ці треки були додані до перевидань відповідних альбомів на CD як бонус-треки.

## Відгуки критиків
У рецензії Тома Юрека на AllMusic зазначено: «У той час як перша сесія показує, що Мінґус йде до блюзу через європейські гармонії і мелодійні підходи з темпами хард-бопу (особливо на заголовному треку), друга сесія з її нічною елегантністю і просторовими нерівностями більше схожа на якусь вправу в авангардному Еллінгтоні з витонченими гармоніями, які поступаються місцем млосним маршам і блюзу з госпел-відтінком … Незважаючи на те, що це змонтований альбом, в ньому все одно багато магії».

## Трек-лист
Всі треки написані Чарльзом Мінґусом.
Записано на Atlantic Studios у Нью-Йорку 13 березня 1957 року (треки 1 і 5) та 6 листопада 1961 року.
| #     | Назва                                                        | Тривалість |
| ----- | ------------------------------------------------------------ | ---------- |
| 1.    | «Tonight at Noon»                                            | 6:00       |
| 2.    | «Invisible Lady»                                             | 4:51       |
| 3.    | «'Old' Blues for Walt's Torin» (aka "Roland Kirk's Message") | 7:51       |
| 4.    | «Peggy's Blue Skylight»                                      | 9:46       |
| 5.    | «Passions of a Woman Loved»                                  | 9:47       |
| 38:08 |                                                              |            |

## Персоналії
- Чарльз Мінґус — бас, піаніно, вокал
- Джиммі Неппер — тромбон
- Шафі Хаді (як Кертіс Портер) (треки 1 і 5) — саксофон-альт
- Букер Ервін (треки 2–4) — тенор-саксофон
- Роланд Кірк — тенор-саксофон, манзелло, стрітч, сирена, флейта (треки 2–4)
- Вейд Ледж — піаніно (треки 1 і 5)
- Дуг Воткінс — бас (треки 2–4)
- Денні Річмонд — барабани